# Katsuragi (Nara)
Katsuragi (葛城市 -shi) é uma cidade japonesa localizada na província de Nara.
Em 2003 a cidade tinha uma população estimada em 35 096 habitantes e uma densidade populacional de 1 040,49 h/km². Tem uma área total de 33,73 km².
Recebeu o estatuto de cidade a 1 de Outubro de 2004.